# Torstein Dahle
Torstein Dahle (sinh ngày 20 tháng 2 năm 1947) là một chính khách và nhà kinh tế người Na Uy.  Ông làm việc tại trường Cao đẳng Đại học Bergen và đại diện cho Đảng Đỏ trong hội đồng thành phố của thành phố Bergen. Dahle được sinh ra ở Oslo.
Năm 14 tuổi Dahle gia nhập Lambertseter Thanh niên Bảo thủ (Unge Høyre). Ông theo học Trường Oslo Cathedral và Trường Thương mại Oslo. Sau khi chuyển đến thành phố Bergen vào năm 1966, ông đã bị cực đoan hóa và gia nhập AKP(m-l) vào đầu những năm 1970. Kể từ khi thành lập năm 2007, Dahle là lãnh đạo của Đảng Đỏ, và trước đây ông là lãnh đạo của người tiền nhiệm của Đảng Đỏ, Liên minh Bầu cử Đỏ, từ năm 2003 đến năm 2007, ông đã được Turid Thomassen kế nhiệm vào năm 2010. Ông cũng là thành viên sáng lập của  Liên minh Bầu cử Đỏ và Đảng Công nhân Cộng sản năm 1973, nhưng đã rời bỏ sau năm 1997.
Vào ngày 23 tháng 7 năm 2007, ông trở thành đối tượng thu hút sự chú ý của giới truyền thông khi ông nói rằng Taliban và các phiến quân Afghanistan khác có toàn quyền chiến đấu với các binh sĩ Na Uy của Lực lượng Hỗ trợ An ninh Quốc tế đóng quân tại Afghanistan. Sự chú ý xảy ra chỉ vài ngày sau đó với cái chết của một Sĩ quan quân đội Na Uy ở tỉnh Logar khi một đơn vị quân đội Na Uy bị hỏa lực thù địch tấn công. He later commented that he did not support the death of Norwegian military personnel.
Dahle là người đồng tính công khai từ cuối những năm 1960.